# Daniel Cox
 Daniel Mark L. Cox  (nacido el 28 de septiembre de 1990) es un tenista profesional inglés, nacido en la ciudad de Lincoln (Inglaterra).

## Carrera
Su mejor ranking individual es el N.º 206 alcanzado el 28 de julio de 2014, mientras que en dobles logró la posición 309 el 6 de abril de 2015.
Ha logrado hasta el momento 1 título de la categoría ATP Challenger Tour, así como también ha obtenido varios títulos Futures tanto en individuales como en dobles.

### 2014
El 20 de julio de este año ganó su primer título de la categoría ATP Challenger Tour cuando obtuvo el Challenger de Binghamton en Estados Unidos. Junto a su compatriota Daniel Smethurst derrotaron en la final a Marius Copil y Sergiy Stakhovsky por 6-73, 6-2, 10-6.

## Títulos; 1 (0 + 1)
| Leyenda                        | Individuales | Dobles |
| ------------------------------ | ------------ | ------ |
| Grand Slam (tenis)\|Grand Slam | 0            | 0      |
| ATP World Tour Finals          | 0            | 0      |
| ATP World Tour Masters 1000    | 0            | 0      |
| ATP World Tour 500 Series      | 0            | 0      |
| ATP World Tour 250 Series      | 0            | 0      |
| ATP Challenger Series          | 0            | 1      |

### Dobles
| N.º | Fecha      | Torneo                   | Superficie | Compañero        | Oponentes en la final          | Resultado       |
| --- | ---------- | ------------------------ | ---------- | ---------------- | ------------------------------ | --------------- |
| 1.  | 20.07.2014 | Challenger de Binghamton | Dura       | Daniel Smethurst | Marius Copil Sergiy Stakhovsky | 6-73, 6-2, 10-6 |